# Ribera (Agrigento)
Ribera település Olaszországban, Szicília régióban, Agrigento megyében. Lakosainak száma 17 836 fő (2023. január 1.). Ribera Bivona, Calamonaci, Caltabellotta, Cattolica Eraclea, Cianciana és Sciacca községekkel határos.

## Népesség
A település lakossága az elmúlt években az alábbi módon változott:
| Lakosok száma | 19 055 | 18 832 | 17 836 |
|               | 2017   | 2018   | 2023   |